# Timelaea
A Timelaea a rovarok (Insecta) osztályának a lepkék (Lepidoptera) rendjéhez, ezen belül a tarkalepkefélék (Nymphalidae) családjához tartozó Apaturinae alcsalád egyik neme.

## Rendszerezés
A nembe az alábbi 5 faj tartozik:
- Timelaea maculata
- Timelaea albescens
- Timelaea aformis
- Timelaea radiata
- Timelaea nana